# Scott Harrington (hockey sur glace)
Pour les articles homonymes, voir Scott Harrington.
Scott Harrington (né le 10 mars 1993 à Kingston, dans la province de l'Ontario, au Canada) est un joueur professionnel canadien de hockey sur glace qui évolue au poste de défenseur.

## Biographie

### Ses débuts en junior
Harrington commence sa carrière en 2008-2009 avec les Greater Kingston, une équipe de jeune joueurs de sa ville natale. Il termine la saison avec les Voyageurs de Kingston dans la Ligue de hockey junior de l'Ontario. Les Voyageurs remportent le titre de champion de la saison régulière puis finissent vainqueurs des séries éliminatoires en battant les Huntsville Otters en finale. Ils remportent ensuite la coupe Dudley Hewitt en tant que meilleure équipe du Centre du Canada. Ils jouent alors la finale de la coupe de la Banque royale contre d'autres équipes de la Ligue de hockey junior canadienne. Ils chutent en demi-finale sur le score de 6-3 contre les Vernon Vipers, futurs vainqueurs de la finale. Au cours de cette rencontre, le jeune Harrington inscrit deux points pour son équipe.
Il participe par la suite au repêchage de la Ligue de hockey de l'Ontario de 2009. Il est choisi par les Knights de London au premier tour, le 19e joueur au total de la séance. Harrington passe ainsi la saison 2009-2010 dans la LHO et, âgé de 16 ans, il est un des plus jeunes joueurs de sa formation. Il joue 55 rencontres de son équipe qui se classe première de sa division mais perd au deuxième tour des séries. En cours de saison, il participe au défi mondial des moins de 17 ans de hockey pour l'équipe Canada-Ontario, celle-ci perdant en finale contre les États-Unis 2-1.
Il évolue encore avec les Knights au cours de la saison suivante, son équipe finissant dernière de la division Mid-West puis perdant au premier tour des séries. Il est sélectionné avec l'équipe du Canada moins de 18 ans pour jouer le championnat du monde moins de 18 ans 2011. Deuxième de la première phase, le Canada perd en demi-finale contre les États-Unis puis pour la troisième place contre la Russie. Harrington participe quelques mois plus tard au repêchage d'entrée de la LNH de 2011. Il est sélectionné lors du deuxième tour par les Penguins de Pittsburgh en tant que 54e joueur. Il signe son premier contrat professionnel avec les Penguins en juillet 2011 mais ne rejoint pas pour autant les Penguins et est de retour dans la LHO pour la saison 2011-2012. Au cours de la saison, il participe au championnat du monde junior qui se joue au Canada. Après une première place en poule, le Canada échoue en demi-finale contre la Russie mais remporte la médaille de bronze en battant la Suède 4-0. 
Dans la LHO, l'équipe de London se classe une nouvelle fois en tête de sa division et même à la toute première place de l'ensemble de la LHO. Avec 26 points, il est le deuxième meilleur pointeur de son équipe pour les défenseurs derrière Olli Maatta, futur choix des Penguins. Au cours des séries, les joueurs de London passent tous les tours puis remportent la finale contre les IceDogs de Niagara en cinq rencontres. L'équipe joue par la suite le tournoi final de la Coupe Memorial 2012 et se classe en tête du premier tour. Les Knights sont ainsi directement qualifiés pour la finale mais ils perdent cette dernière 2-1 contre les Cataractes de Shawinigan. Harrington prend de plus en plus d'importance au sein de son équipe et est nommé capitaine pour la saison 2012-2013. L'équipe connaît une saison quasiment identique à la précédente ; meilleure formation de la saison régulière, elle gagne les séries mais perd au cours de la Coupe Memorial 2013, cette fois en demi-finale. À la suite de l'élimination de son équipe, il rejoint les Penguins de Wilkes-Barre/Scranton pour deux matchs des séries à la fin de la saison 2012-2013 de la Ligue américaine de hockey.

### Carrière professionnelle
Harrington participe au camp d'entraînement des Penguins en septembre 2013 mais joue finalement l'ensemble de la saison dans la LAH avec l'équipe de Wilkes-Barre/Scranton. Il compte 24 points, le deuxième plus haut total de points pour un défenseur. 
Le 1er juillet 2015, il est échangé des Penguins aux Maple Leafs de Toronto avec Kasperi Kapanen, Nick Spaling et des choix de premier et troisième tours au repêchage de 2016 contre Tyler Biggs, Tim Erixon, Phil Kessel et un choix de deuxième tour en 2016. 
Il ne reste avec les Maple Leafs que pour une saison puisqu'il est échangé le 25 juin 2016  aux Blue Jackets de Columbus avec un choix conditionnel au repêchage de 2017 contre Kerby Rychel.  Il passe six ans avec les Blue Jackets mais sa dernière saison est jouée en majorité dans la LAH.
En septembre 2022, le défenseur obtient un essai professionnel avec les Sharks de San José et convainc l'organisation de lui accorder un contrat d'une saison.
Le 26 février 2023, il est échangé aux Devils du New Jersey en compagnie de Timo Meier, Santeri Hatakka, Zachary Émond, Timour Ibraguimov et un choix de 5e ronde en 2024.  En retour, les Sharks reçoivent Fabian Zetterlund, Nikita Okhotiouk, Andreas Johnsson, Chakir Moukhamadoulline ainsi qu'un choix conditionnel de 1re ronde en 2023, un choix conditionnel de 2e ronde en 2024 et un choix de 7e ronde en 2024.

## Statistiques

### Statistiques en club
| Saison     | Équipe                            | Ligue      |     | Saison régulière | Saison régulière | Saison régulière | Saison régulière | Saison régulière |   | Séries éliminatoires | Séries éliminatoires | Séries éliminatoires | Séries éliminatoires | Séries éliminatoires |
| Saison     | Équipe                            | Ligue      | PJ  | B                | A                | Pts              | Pun              | PJ               | B | A                    | Pts                  | Pun                  |                      |                      |
| 2008-2009  | Greater Kingston                  | Midget     | 66  | 19               | 48               | 67               | 46               |                  |   |                      |                      |                      |                      |                      |
| 2008-2009  | Voyageurs de Kingston             | LHJO       | 2   | 0                | 1                | 1                | 2                | 18               | 1 | 6                    | 7                    | 6                    |                      |                      |
| 2009-2010  | Knights de London                 | LHO        | 55  | 1                | 13               | 14               | 20               | 12               | 0 | 2                    | 2                    | 4                    |                      |                      |
| 2010-2011  | Knights de London                 | LHO        | 67  | 6                | 16               | 22               | 51               | 6                | 0 | 1                    | 1                    | 0                    |                      |                      |
| 2011-2012  | Knights de London                 | LHO        | 44  | 3                | 23               | 26               | 32               | 19               | 1 | 6                    | 7                    | 6                    |                      |                      |
| 2012-2013  | Knights de London                 | LHO        | 50  | 3                | 16               | 19               | 26               | 17               | 0 | 4                    | 4                    | 14                   |                      |                      |
| 2012-2013  | Penguins de Wilkes-Barre/Scranton | LAH        | 0   | 0                | 0                | 0                | 0                | 2                | 1 | 0                    | 1                    | 0                    |                      |                      |
| 2013-2014  | Penguins de Wilkes-Barre/Scranton | LAH        | 76  | 5                | 19               | 24               | 55               | 16               | 0 | 1                    | 1                    | 12                   |                      |                      |
| 2014-2015  | Penguins de Wilkes-Barre/Scranton | LAH        | 48  | 2                | 10               | 12               | 20               | 8                | 0 | 1                    | 1                    | 0                    |                      |                      |
| 2014-2015  | Penguins de Pittsburgh            | LNH        | 10  | 0                | 0                | 0                | 4                | -                | - | -                    | -                    | -                    |                      |                      |
| 2015-2016  | Marlies de Toronto                | LAH        | 17  | 1                | 2                | 3                | 14               | -                | - | -                    | -                    | -                    |                      |                      |
| 2015-2016  | Maple Leafs de Toronto            | LNH        | 15  | 0                | 1                | 1                | 4                | -                | - | -                    | -                    | -                    |                      |                      |
| 2016-2017  | Monsters de Cleveland             | LAH        | 2   | 0                | 0                | 0                | 0                | -                | - | -                    | -                    | -                    |                      |                      |
| 2016-2017  | Blue Jackets de Columbus          | LNH        | 22  | 1                | 2                | 3                | 10               | 3                | 0 | 0                    | 0                    | 10                   |                      |                      |
| 2017-2018  | Blue Jackets de Columbus          | LNH        | 32  | 2                | 3                | 5                | 8                | -                | - | -                    | -                    | -                    |                      |                      |
| 2018-2019  | Blue Jackets de Columbus          | LNH        | 73  | 2                | 15               | 17               | 23               | 10               | 0 | 4                    | 4                    | 2                    |                      |                      |
| 2019-2020  | Blue Jackets de Columbus          | LNH        | 39  | 1                | 7                | 8                | 16               | 1                | 0 | 0                    | 0                    | 0                    |                      |                      |
| 2020-2021  | Blue Jackets de Columbus          | LNH        | 12  | 1                | 2                | 3                | 6                | -                | - | -                    | -                    | -                    |                      |                      |
| 2021-2022  | Blue Jackets de Columbus          | LNH        | 7   | 0                | 1                | 1                | 6                | -                | - | -                    | -                    | -                    |                      |                      |
| 2021-2022  | Monsters de Cleveland             | LAH        | 50  | 3                | 4                | 7                | 15               | -                | - | -                    | -                    | -                    |                      |                      |
| 2022-2023  | Sharks de San José                | LNH        | 28  | 1                | 6                | 7                | 8                | -                | - | -                    | -                    | -                    |                      |                      |
| 2022-2023  | Barracuda de San José             | LAH        | 5   | 0                | 1                | 1                | 8                | -                | - | -                    | -                    | -                    |                      |                      |
| Totaux LNH | Totaux LNH                        | Totaux LNH | 238 | 8                | 37               | 45               | 85               | 14               | 0 | 4                    | 4                    | 12                   |                      |                      |

### Statistiques en équipe nationale
| Année | Équipe         | Compétition                 |   | PJ | B | A | Pts | Pun                |  | Résultats |
| 2010  | Canada Ontario | Défi mondial U17            | 6 | 0  | 3 | 3 | 0   | Deuxième place     |  |           |
| 2011  | Canada U18     | Championnat du monde U18    | 7 | 0  | 0 | 0 | 8   | Quatrième place    |  |           |
| 2012  | Canada U20     | Championnat du monde junior | 5 | 1  | 3 | 4 | 0   | Médaille de bronze |  |           |
| 2013  | Canada U20     | Championnat du monde junior | 6 | 0  | 2 | 2 | 2   | Quatrième place    |  |           |

## Trophées et honneurs personnels
- 2008-2009 :
  - remporte les séries de la Ligue de hockey junior de l'Ontario
  - remporte la Coupe Dudley Hewitt
- 2011-2012 :
  - sélectionné dans la première équipe d'étoiles de la LHO
  - remporte les séries de la Ligue de hockey de l'Ontario
- 2012-2013 : 
  - sélectionné dans la première équipe d'étoiles de la LHO
  - remporte les séries de la Ligue de hockey de l'Ontario